# Neuroxena medioflavus
Neuroxena medioflavus är en fjärilsart som beskrevs av Rothschild 1935. Neuroxena medioflavus ingår i släktet Neuroxena och familjen björnspinnare. Inga underarter finns listade i Catalogue of Life.